# الن ویلمات
الن ویلمات (انگلیسی: Ellen Willmott؛ ۱۹ اوت ۱۸۵۸ – ۲۷ سپتامبر ۱۹۳۴) یک دانشمند اهل بریتانیا در زمینه باغبانی علمی بود.
گفته می‌شود که او ۱۰۰ هزار گونه گیاهی کشت کرده بود.